# Stephen Tapilatu
Stephen Tapilatu (17 de marzo de 1972) es un deportista neerlandés que compitió en taekwondo. Ganó una medalla de plata en el Campeonato Mundial de Taekwondo de 1991, en la categoría de –64 kg.

## Palmarés internacional
| Campeonato Mundial | Campeonato Mundial | Campeonato Mundial | Campeonato Mundial |
| Año                | Lugar              | Medalla            | Categoría          |
| ------------------ | ------------------ | ------------------ | ------------------ |
| 1991               | Atenas (Grecia)    | Medalla de plata   | –64 kg             |